# Resolutie 1393 Veiligheidsraad Verenigde Naties
Resolutie 1393 van de Veiligheidsraad van de Verenigde Naties werd op 31 januari 2002 door de VN-Veiligheidsraad unaniem aangenomen, en verlengde de UNOMIG-waarnemingsmissie in Abchazië met een half jaar.

## Achtergrond
Op de golf van opkomend onafhankelijkheidsstreven van Georgië uit de Sovjet-Unie tegen het einde van de jaren 1980, streefde de Abchazische minderheid in de Abchazische autonome republiek de onafhankelijkheid na, uit angst de autonomie in Georgië te verliezen. Het leidde tot etnische spanningen met de Georgiërs, die in Abchazië de grootste bevolkingsgroep waren.
In 1992 kwam het tot een gewapend conflict, waarbij ook Rusland betrokken raakte, dat het voor de Abchaziërs opnam. Begin 1993 braken zware gevechten uit om de Abchazische hoofdstad Soechoemi. In de zomer van 1993 werd een staakt-het-vuren afgesproken en werd de UNOMIG-waarnemingsmissie opgericht. De val van Soechoemi in september 1993 leidde tot grootschalige etnische zuiveringen tegen de Georgische gemeenschap.

## Inhoud

### Waarnemingen
Op 8 oktober 2001 was een helikopter met waarnemers van de UNOMIG-missie neergehaald, waarbij negen doden waren gevallen. De daders hiervan waren nog steeds niet bekend. Ondertussen zaten de onderhandelingen om het conflict met Abchazië op te lossen in het slop.

### Handelingen
Een document over de bevoegdheidsverdeling tussen Georgië en diens opstandige regio Abchazië was bijna klaar. Op basis van dat document moesten beide partijen zinvol verder onderhandelen om tot een regeling te komen die voor iedereen aanvaardbaar is.
De Veiligheidsraad was verder ontevreden omdat geen schot kwam in de kwestie over de vluchtelingen. Die hadden allen het recht terug naar hun huizen te keren. Ook werd nog eens herhaald dat demografische wijzigingen ten gevolge van het conflict onaanvaardbaar waren.
De partijen werden ook opgeroepen aanbevelingen van de gezamenlijke missie in Gali uit te voeren. Voor de Abchazen moesten de ordehandhaving verbeteren en zorgen dat Georgiërs in Abchazië in hun moedertaal geïnstrueerd werden. Beide partijen werden ook opgeroepen het nodige te doen om degenen die de UNOMIG-helikopter neerschoten te identificeren. De Georgiërs moesten dan weer een einde maken aan de activiteiten van illegale gewapende groepen die vanuit Georgië Abchazië binnendrongen.
Ten slotte werd UNOMIG's mandaat met een half jaar verlengd tot 31 juli en werd secretaris-generaal Kofi Annan gevraagd elke drie maanden te rapporteren over de uitvoering van deze resolutie.

## Verwante resoluties
- Resolutie 1339 Veiligheidsraad Verenigde Naties (2001)
- Resolutie 1364 Veiligheidsraad Verenigde Naties (2001)
- Resolutie 1427 Veiligheidsraad Verenigde Naties
- Resolutie 1462 Veiligheidsraad Verenigde Naties (2003)

Lijst ·  1387 ·  1388 ·  1389 ·  1390 ·  1391 ·  1392 ·  1393 ·  1394 ·  1395 ·  1396 ·  1397 ·  1398 ·  1399 ·  1400 ·  1401 ·  1402 ·  1403 ·  1404 ·  1405 ·  1406 ·  1407 ·  1408 ·  1409 ·  1410 ·  1411 ·  1412 ·  1413 ·  1414 ·  1415 ·  1416 ·  1417 ·  1418 ·  1419 ·  1420 ·  1421 ·  1422 ·  1423 ·  1424 ·  1425 ·  1426 ·  1427 ·  1428 ·  1429 ·  1430 ·  1431 ·  1432 ·  1433 ·  1434 ·  1435 ·  1436 ·  1437 ·  1438 ·  1439 ·  1440 ·  1441 ·  1442 ·  1443 ·  1444 ·  1445 ·  1446 ·  1447 ·  1448 ·  1449 ·  1450 ·  1451 ·  1452 ·  1453 ·  1454